# Personnavn
Personnavn er det sæt af navne, hvis funktion er at skille et individ ud i en gruppe.
Navnet kunne dannes af personens tilnavn eller arbejde, fx Svend (af 'en svend), Karl (af 'en karl').
I de tidlige kristne samfund skulle et barn have et navn, fordi mennesket stod noteret i Guds bog, som indeholdt navnene på medlemmerne af hans samfund.
Inuitterne tror, at mennesket består af tre dele: legeme, sjæl og navn. Nogle folkeslag anser et nyt navn for at beskytte, og det gamle jødefolk gav et alvorligt sygt menneske et nyt navn, for at det kunne blive en anden.
I Christian 5s danske lov fra 1683 blev det bestemt, at et barn skulle have navn ved dåb senest 8 dage efter fødslen, ellers fik man en bøde på 20 lod sølv.
Den skotske filosof Thomas Carlyle sagde om navnet, at "det er den første klædedragt, som hylles om vor tilværelse".

## Fornavn
Fornavne var oprindelig det eneste navn, personer havde (såkaldte 'enestenavne'). Efter kristendommens indførelse, fik mange børn navn efter bibelske eller andre hellige personer, fx Johannes, Elisabeth.
Typisk blev fornavnene givet, så første søn blev opkaldt efter farfar, anden søn efter morfar første datter efter mormor og anden datter efter farmor. Der er dog variationer. Hvis farfar og morfar havde samme fornavn, kunne man i Jylland udmærket give de to ældste brødre samme navn. På øerne forekommer det stort set ikke.
Yderligere børn blev opkaldt efter brødre og søstre til forældrene og/eller bedsteforældrene. Endvidere havde nogle den skik, at man opkaldte børn efter de afdøde før de levende: var morfar død, blev første søn opkaldt efter ham og ikke efter farfar. Endelig blev børn ofte opkaldt efter forældrenes afdøde ægtefæller eller efter ældre søskende, der var døde som små.
Denne navngivningstradition holdt sig i visse kredse op til midten af 1900-tallet. Først i 1960'erne begynder valget af fornavne at være helt frit.

## Efternavn
I Danmark har der traditionelt været anvendt to former for efternavne: patronymer og tilnavne. Patronym og tilnavn kunne anvendes hver for sig eller sammen, og brugen byggede kun på sædvane, idet der ikke fandtes nogen navnelov.
Første tilløb til en navnelov var forordningen af 1526, der påbød alle adelige at føre et fast slægtsnavn. Men det omfattede kun en meget lille del af befolkningen. Alle andre fortsatte med den traditionelle brug af patronymer og tilnavne. De adelige kvinder skulle også fortsat bevare deres slægtsnavn i ægteskabet.
Gennem 1700-tallet var der en del købmands- og præsteslægter, der begyndte at efterligne adelens brug af faste slægtsnavne. I juridisk forstand var der stadig tale om tilnavne, men brugen af dem blev stadigt mere fast.
I 1771 udsendte regeringen under Johann Friedrich Struensee efter tysk forbillede en forordning om indførelse af faste slægtsnavne for alle indbyggere i Hertugdømmerne. Hensigten var sikkert, at ordningen skulle have været udvidet til kongeriget; men før det kunne ske, blev Struensee henrettet, og det stoppede planerne.
Faste slægtsnavne for ikke-adelige i kongeriget kom derfor først med forordning af 30. maj 1828. Her blev det påbudt, at barnet ved dåben "...ej alene med Fornavn, men og med det Familie- eller Stamnavn, som det i Fremtiden bør bære." Det betød, at det patronym eller tilnavn, som familien brugte på det tidspunkt, skulle anvendes som fast slægtsnavn i fremtidige generationer. (Vor eventyrdigter blev i 1805 døbt Hans Christian, og det var først ved hans afrejse fra Odense i 1819, at han antog navnet Andersen; faderen hed Hans Andersen.)
Forordningen mødte udbredt folkelig modstand, og mange havde svært ved at forstå reglerne. Forordningen blev indskærpet, og reglerne strammet med en ny navnelov af 1856. Men det er først omkring 1880, at brugen af faste slægtsnavne er slået helt igennem over hele landet.

### Udenlandske navne
I lærde kredse blev det almindeligt at latinisere navne, selv om de ofte var pæredanske. Nogle eksempler:
- Lars Sørensen > Laurentius Severinides, Christensen > Christiani, Holgersen > Olivarius, Sejersen > Victorinus. Assens > Ascanius, Bork > Borchenius, Søby > Lacoppidan, Kjær > Paludan, Broby > Pontoppidan, Skagen > Scavenius, Vejle > Welleius

I skotske familier (klaner) udtrykkes familiesamhørigheden i efternavnet ved tilføjelse af Mac (søn), fx MacBaren, der modsvarer det latinske 'de', det italienske 'di' og det portugisiske 'da', men ikke er forbeholdt adelige.

## Navnedag
Fra tidlig tid gav man ofte barnet navn efter den helgen, hvis navn stod i kirkekalenderen på dåbsdagen. De danske kalendernavne består i langt de fleste tilfælde af navne på helgener og kirkelige begivenheder. Indtil 1785 brugte man i den danske almanak røde bogstaver til særligt kendte helgener.
I Sverige har man tilknyttet egentlige personnavne til hver dag i året. Den svenske almanak indeholder således 622 navne.
I ældre tid fejrede man i Danmark sin navnedag. Venner sendte på navnedagen et bindebrev (svarende til det, vi i dag kender som gækkebrev) med lykønskningsvers, hvor modtageren skulle løse gåden eller holde et gilde.
I Sverige og i Finland fejrer man stadig i stor udstrækning både navnedagen og fødselsdagen.

## Variationer
Øgenavn